# Susan Bayh
Susan Breshears Bayh (Los Ángeles, 28 de noviembre de 1959 - McLean, 6 de febrero de 2021) fue una abogada estadounidense.
Un periódico de Indiana la describió como dedicada a una profesión que denominó "miembro de la junta profesional" o "directora profesional".

## Biografía
Obtuvo su licenciatura en artes de la Universidad de California en Berkeley. Fue Miss Southern California y miembro de la asociación estudiantil Alpha Phi. Obtuvo su título de Juris Doctor en la Facultad de Derecho de la Universidad del Sur de California en 1984.
Bayh comenzó su carrera en derecho y negocios como litigante para los bufetes de abogados Gibson, Dunn y Crutcher en Los Ángeles; y más tarde para la firma de Indiana de Barnes & Thornburg. En 1989, se incorporó a la división farmacéutica de Eli Lilly and Company, con sede en Indianápolis, y se encargó de gestionar el manejo de la empresa de las cuestiones regulatorias federales. En 1994, dejó el empleo de Eli Lilly y enseñó en la Facultad de Administración de Empresas de la Universidad Butler, con el título de Profesora Visitante Distinguida.
Un periódico de Indiana enumeró ocho corporaciones de las cuales Bayh fue directora, en 2006. Bayh comenzó a servir en juntas corporativas en 1994 y desde entonces ha servido en las juntas de 14 corporaciones, incluidas las industrias de seguros, farmacéutica y procesamiento de alimentos.
En mayo de 2018, Bayh se sometió a una cirugía cerebral para extirpar un tumor de glioblastoma maligno. Falleció en McLean, Virginia el 6 de febrero de 2021 a la edad de 61 años.
Esposa de Evan Bayh, un político demócrata de Indiana, que se desempeñó como gobernador del estado (1989-1997) y senador de los Estados Unidos (1999-2011).